# Виборчий округ 52
Виборчий округ 52 — виборчий округ в Донецькій області, частина якого внаслідок збройної агресії на сході України тимчасово перебуває під контролем терористичного угруповання «Донецька народна республіка», а тому вибори в цій частині не проводяться. В сучасному вигляді був утворений 28 квітня 2012 постановою ЦВК №82 (до цього моменту існувала інша система виборчих округів). Окружна виборча комісія цього округу розташовується в будівлі Торецької територіальної організації профспілки робітників вугільної промисловості за адресою м. Торецьк, вул. Грушевського, 2.
До складу округу входять міста Дебальцеве і Торецьк, Калінінський район міста Горлівка, частина Бахмутського району (міст Світлодарськ та Миронівський). Округ складається із трьох окремих великих частин та ще двох маленьких, які не межують між собою. Виборчий округ 52 межує з округами 49, 46, округом 108, 53, 55 та 45. Виборчий округ №52 складається з виборчих дільниць під номерами 140669-140714, 140717-140737, 141453 та 141456-141496.

## Народні депутати від округу
| Ім'я                        | Фото | Партія          | Скликання | Дата набуття повноважень | Дата припинення повноважень |
| --------------------------- | ---- | --------------- | --------- | ------------------------ | --------------------------- |
| Шкіря Ігор Миколайович      |      | Партія регіонів | 7-ме      | 12 грудня 2012           | 27 листопада 2014           |
| Шкіря Ігор Миколайович      |      | самовисуванець  | 8-ме      | 27 листопада 2014        | 29 серпня 2019              |
| Яковенко Євген Геннадійович |      | Батьківщина     | 9-те      | 29 серпня 2019           |                             |

## Результати виборів

### Парламентські

#### 2019
Кандидати-мажоритарники:
- Яковенко Євген Геннадійович (Батьківщина)
- Погодін Олег Васильович (Опозиційна платформа — За життя)
- Рибак Ігор Анатолійович (самовисування)
- Коновалюк Валерій Ілліч (Опозиційний блок)
- Губа Сергій Васильович (Слуга народу)
- Тритяченко Олег Климентійович (самовисування)
- Шатравка Володимир Іванович (самовисування)
- Ленко Микола Миколайович (самовисування)
- Приходько Юрій Миколайович (самовисування)
- Корнієнко Валерія Віталіївна (Європейська Солідарність)
- Проторченко Тетяна Миколаївна (Громадсько-політична платформа Надії Савченко)
- Захарченко Олександр Костянтинович (Свобода)
- Третьяков Сергій Володимирович (самовисування)
- Аксакова Юлія Сергіївна (самовисування)
- Руденко Ярослав Дмитрович (самовисування)
- Копин Михайло Михайлович (Патріот)
- Пахомов Євген Анатолійович (самовисування)

#### 2014
Кандидати-мажоритарники:
- Шкіря Ігор Миколайович (самовисування)
- Жебський Олег Васильович (самовисування)
- Рижков Анатолій Іванович (Блок лівих сил України)
- Токар Денис Михайлович (Батьківщина)
- Кренджеляк Микола Степанович (Свобода)
- Крищенко Андрій Євгенович (самовисування)
- Безлепкін Валерій Михайлович (самовисування)
- Ломоносов Юрій Михайлович (самовисування)
- Гіба Володимир Сергійович (самовисування)
- Томчук Оксана Валентинівна (самовисування)
- Михайленко Костянтин Анатолійович (самовисування)
- Світан Роман Григорович (самовисування)
- Капченко Олеся Леонідівна (самовисування)
- Галаван Зіновій Степанович (самовисування)
- Татарчук Євген Олексійович (самовисування)
- Лущай Юрій Володимирович (самовисування)
- Ющенко Максим Петрович (самовисування)
- Косориго Віктор Михайлович (самовисування)
- Усенко Ірина Олександрівна (самовисування)
- Бесараб Дмитро Іванович (самовисування)
- Семенів Сергій Вікторович (самовисування)
- Хворостян Анатолій Анатолійович (самовисування)
- Печерський Олег Віталійович (самовисування)

#### 2012
Кандидати-мажоритарники:
- Шкіря Ігор Миколайович (Партія регіонів)
- Поддубний Володимир Анатолійович (команда Сергія Шахова)
- Проценко Володимир Васильович (Комуністична партія України)
- Рибак Володимир Іванович (Батьківщина)
- Жмурко Андрій Анатолійович (УДАР)
- Рижков Анатолій Іванович (Соціалістична партія України)
- Другашов Дмитро Олександрович (Народна партія)
- Попов Василь Миколайович (самовисування)
- Подколзін Тимур Сергійович (самовисування)

## Явка
Явка виборців на окрузі: